# U-167号潜艇 (1918年)
陛下之167号潜艇是德意志帝国海军在第一次世界大战期间建造的329艘德国潜艇之一。它属中型潜艇或称U艇，由不来梅的伏尔铿船厂承建，于1918年9月28日下水，原计划将参加大西洋潜艇战，但直至战争结束都未能完工。战后，根据停战协议的要求，该艇于1919年4月18日移交英国正式投降，并最终于1921年在格雷斯拆解报废。

## 设计
U-167号是由不来梅伏尔铿船厂承建的U-160至U-172号批次的七号艇。它沿袭了前一批次中型潜艇（U-105至U-114号）的设计，有较佳的机动性能；但在航速和续航里程方面略为下降，惟续排水量和潜航动力有所提升。U-167号的水上和水下排水量分别为821吨和1002吨。其全长71.55米；舷宽6.30米，当中的耐压壳体宽4.15米；有3.88米的吃水深度。艇只搭载有可在水上使用的两台猛狮六缸四冲程柴油发动机，总功率为2,400匹公制馬力（1,765千瓦特）；以及可在水下使用的西门子-舒克特双电动发电机，总功率为1,230匹公制馬力（905千瓦特））。这些发动机用以驱动双轴、每根轴各一个的直径1.70米长螺旋桨。它的潜航深度为50米。
U-167号在水上的最高速度达16.2節（30.0每小時），在水下的最高航速则为8.2節（15.2每小時）。它可以8節（15每小時）的速度在水上巡航8,500海里（15,700），或以5節（9.3每小時）的速度在水下巡航50海里（93）。该艇装备了六具直径为500毫米的鱼雷发射管，其中艇艏四具、艉部两具，并可合共携带至多16枚鱼雷；作为辅助武器的甲板炮则是一门105毫米45倍径速射炮。其标准船员编制为4名军官及32名水兵。

## 历史
U-167号是由德意志帝国海军作为Q项战时订单（Kriegsauftrag Q）的一部分，于1917年2月9日向不来梅的伏尔铿船厂订购。其艇体于1918年9月28日下水，但未及在战争结束前交付使用。战后，根据停战协议的要求，该艇在完成舾装后于1919年4月18日被引渡至英国正式投降，并最终于1921年在格雷斯拆解报废。

## 脚注
1. 1 2 3  Gröner 1991，第12–14頁.
2. ↑  Helgason, Guðmundur. . German and Austrian U-boats of World War I - Kaiserliche Marine - Uboat.net.   [2022-01-20].
3. ↑  Helgason, Guðmundur. . German and Austrian U-boats of World War I - Kaiserliche Marine - Uboat.net.